# Grunowitz
Grunowitz, polnisch Gronowice (1939–1945: Teichfelde) ist ein Dorf im polnischen Powiat Kluczborski der Woiwodschaft Oppeln. Es gehört zur zweisprachigen Gemeinde Gross Lassowitz.

## Geographie

### Geographische Lage
Grunowitz liegt im nordwestlichen Teil Oberschlesiens im Kreuzburger Land. Grunowitz liegt rund acht Kilometer nordöstlich vom Gemeindesitz Groß Lassowitz, ca. zwölf Kilometer südöstlich der Kreisstadt Kluczbork und etwa 46 Kilometer nordöstlich der Woiwodschaftshauptstadt Oppeln.
Grunowitz liegt an der Bogacia, einem linken Nebenfluss des Stobers. 

### Ortsteile
Zu Grunowitz gehört der Weiler Czerwona (dt. Marienau).

### Nachbarorte
Nachbarorte von Grunowitz sind im Norden der Weiler Czerwona (Marienau), im Osten Stare Olesno (Alt Rosenberg), und im Westen Klein Lassowitz (poln. Lasowice Małe).

## Geschichte

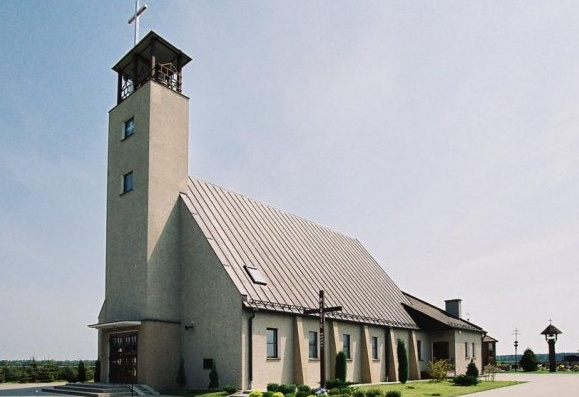
Blick auf die Ägidienkirche

Der Ort wird 1416 erstmals als Granowicz erwähnt. Der Name bedeutet in etwa Grenzort.
1742 fiel Grunowitz mit dem Großteil Schlesiens an Preußen. Der Ort wurde 1783 im Buch Beyträge zur Beschreibung von Schlesien als Granowitz erwähnt, gehörte einer Prinzessin von Hohenlohe und lag im Kreis Rosenberg und hatte 123 Einwohner, ein herrschaftliches Vorwerk, fünf Bauern und sieben Gärtner.
Nach der Neuorganisation der Provinz Schlesien gehörte die Landgemeinde Thule ab 1816 zum Landkreis Rosenberg O.S. im Regierungsbezirk Oppeln. 1845 bestanden im Dorf ein Vorwerk, ein Jägerhaus und 28 weitere Häuser. Im gleichen Jahre lebten in Grunowitz 268 Menschen, davon 53 evangelisch. 1865 hatte Grunowitz fünf Bauern, acht regulierte Robotgärtner, zwölf Häusler und einen Wassermüller. Ab 1874 wurde der Amtsbezirk Sausenberg gegründet, welcher aus den Landgemeinden Chudoba, Groß Lassowitz, Grunowitz, Klein Lassowitz, Laskowitz, Marienau, Sausenberg, Skorkau und Trzebitschin und den Gutsbezirken Chudoba, Groß Lassowitz, Grunowitz, Klein Lassowitz, Laskowitz, Sausenberg, Skorkau und Trzebitschin bestand.
Bei der Volksabstimmung in Oberschlesien am 20. März 1921 stimmten im Ort 344 Wahlberechtigte für einen Verbleib Oberschlesiens bei Deutschland und 125 für eine Zugehörigkeit zu Polen. Auf Gut Grunowitz stimmten 41 für Deutschland und 27 für Polen. Grunowitz verblieb nach der Teilung Oberschlesiens beim Deutschen Reich. 1925 lebten 739 Menschen in Grunowitz, 1933 wiederum 777. Am 27. April 1936 wurde der Ort im Zuge einer Welle von Ortsumbenennungen der NS-Zeit in Teichfelde umbenannt. Am 1. April 1939 wurde Teichfelde in die Landgemeinde Schloßwalden eingemeindet. Bis 1945 befand sich der Ort im Landkreis Rosenberg O.S.
1945 kam der bis dahin deutsche Ort unter polnische Verwaltung und wurde anschließend der Woiwodschaft Schlesien angeschlossen und ins polnische Gronowice umbenannt. 1950 kam der Ort zur Woiwodschaft Oppeln. 1999 kam der Ort zur Woiwodschaft Oppeln und zum wiedergegründeten Powiat Kluczborski. Am 16. August 2010 erhielt der Ort zusätzlich den amtlichen deutschen Ortsnamen Grunowitz.

## Sehenswürdigkeiten
- Die römisch-katholische Ägidienkirche (poln. Kościół św. Idziego) wurde 1997 erbaut. Zuvor bestand in Grunowitz ab 1635 eine Kirche. Diese Schrotholzkirche wurde 1910 auf den heutigen Kirchengrundstück platziert. Am 16. August 1995 brannte der Holzbau komplett ab und wurde darauf durch den modernen steinernen Bau ersetzt.[9]
- Gedenkstein für die Gefallenen beider Weltkriege
- Dorfteich